# Sport.ro
Pro Arena (anteriormente Pro X) es un canal de televisión privado de Rumania, lanzada el 27 de julio de 2003 y dedicado a los hombres. Pro arena es propiedad del conglomerado Central European Media Enterprises y su horario de emisión es de 24 horas al día durante los 7 días de la semana. El canal emite eventos deportivos en directo, especialmente competiciones nacionales de liga y copa de fútbol, así como programas especiales y servicios informativos.